# SOS (canción de Avicii)
«SOS» es el primer sencillo póstumo de disc jockey sueco Avicii con la coproducción de Albin Neder y Kristoffer Fogelmark, y la voz del cantante estadounidense Aloe Blacc. Fue lanzado al mercado el 10 de abril de 2019  y será incluido en su tercer álbum de estudio Tim, a ser lanzado el próximo 6 de junio de 2019.
La canción fue producida por Albin Nedler, Kristoffer Fogelmark y Avicii. Cuenta con una interpolación de «No Scrubs» de TLC, escrita por Tameka Cottle, Kandi Burruss y Kevin "She'kspere" Briggs.
La canción fue lanzada junto con un video con comentarios sobre el Avicii Memory Board, así como un video detrás de escena que fue lanzado dos horas antes. Debutó en el número uno en la lista de sencillos en Suecia en dos días de ventas.

## Antecedentes
La canción fue completada por un equipo de escritores y productores tras la muerte de Avicii en abril de 2018. Se dijo que estaba "75–80% hecho" en el momento de su muerte.
Los coproductores Krisfoffer Fogelmark y Albin Nedler confirmaron que después de la muerte de Avicii, recibieron el archivo MIDI de la canción que había producido, y dijeron que todos los sonidos y notas de la canción eran del propio Avicii sin ninguna producción adicional. La única producción adicional realizada en la pista fue para las voces de Aloe Blacc.
Aunque Avicii había sugerido a Aloe Blacc como un posible cantante para la canción, Blacc grabó su voz después de la muerte de Avicii. La canción está escrita en la clave de Fa menor.

## Créditos y personal
Créditos adaptados de Tidal.
- Albin Nedler – Compositor, productor, productor vocal, ingeniero, teclados, programación.
- Kristoffer Fogelmark – Compositor, productor, productor vocal, ingeniero, teclados, programación.
- Avicii – Compositor, productor, teclados, programación
- Tameka Cottle – Compositor
- Kandi Burruss – Compositor
- Kevin "She'kspere" Briggs – Compositor
- Aloe Blacc – voz
- Marcus Thunberg Wessel – Ingeniero
- Richard "Segal" Huredia – Ingeniero
- Kevin Grainger – mezclador y masterización
- Julio Rodriguez Sangrador – mezclador y masterización

## Listas
| Lista (2019)                            | Mejor posición |
| --------------------------------------- | -------------- |
| Australia (ARIA)                        | 8              |
| Australia Dance (ARIA)                  | 1              |
| Austria (Ö3 Austria Top 40)             | 4              |
| Bélgica (Flandes) (Ultratop 50)         | 2              |
| Bélgica (Valonia) (Ultratop 50)         | 21             |
| Canadá (Canadian Hot 100)               | 13             |
| Colombia (National Report)              | 93             |
| Croacia (HRT)                           | 8              |
| República Checa (Rádio Top 100)         | 99             |
| Dinamarca (Tracklisten)                 | 4              |
| Ecuador (National Report)               | 23             |
| Euro Digital Songs (Billboard)          | 2              |
| Finlandia (OFC)                         | 1              |
| Francia (SNEP)                          | 93             |
| Alemania (Media Control AG)             | 9              |
| Alemania Dance (Official German Charts) | 1              |
| Grecia (IFPI)                           | 17             |
| Irlanda (IRMA)                          | 5              |
| Italia (FIMI)                           | 17             |
| Japón (Japan Hot 100)                   | 19             |
| Japón Hot Overseas (Billboard)          | 1              |
| Líbano (Lebanese Top 20)                | 6              |
| Mexico Ingles Airplay (Billboard)       | 35             |
| Países Bajos (Dutch Top 40)             | 1              |
| Países Bajos (Mega Top 50)              | 1              |
| Países Bajos (Mega Single Top 100)      | 2              |
| Nueva Zelanda (Recorded Music NZ)       | 13             |
| Noruega (VG-lista)                      | 2              |
| Polonia (Polish Airplay Top 100)        | 12             |
| Rumania (Airplay 100)                   | 90             |
| Escocia (Scottish Singles Sales Chart)  | 7              |
| Eslovaquia (Rádio Top 100)              | 46             |
| España (PROMUSICAE)                     | 56             |
| Suecia (Sverigetopplistan)              | 1              |
| Suiza (Schweizer Hitparade)             | 3              |
| Reino Unido (UK Singles Chart)          | 6              |
| Estados Unidos (Billboard Hot 100)      | 68             |
| Estados Unidos (Hot Dance Club Songs)   | 6              |
| Venezuela (National Report)             | 10             |